# Hebius clerki
Hebius clerki (юньнаньський вуж) — вид змій родини полозових (Colubridae). Мешкає в Південній і Південно-Східній Азії.

## Поширення і екологія
Юньнаньські вужі мешкають у Східних Гімалаях на території Північно-Східної Індії (Сіккім, Аруначал-Прадеш, Нагаленд, північ Західного Бенгалу), в Бутані і Непалі, а також на півночі М'янми та на крайньому південному заході Китаю в провінції Юньнань. Вони живуть в гірських субтропічних лісах, поблизу водойм, на висоті понад 1000 м над рівнем моря.